# Tanafloden
Tanafloden (engelsk: Tana River, kikuyu: Thagana) er Kenyas længste flod. Den er 800 kilometer lang, og har sit udspring i højlandet omkring byen Nyeri i provinsen Centralprovinsen. Den løber mod øst til kysten , hvor den løber ud i det i Indiske Ocean syd for byen Lamu. Floden har givet navn til distriktet Tana River. Den første del af floden kaldes Sagana efter kikuyunavnet på den, Thagana.
2°31′54″S 40°31′40″Ø / 2.5317°S 40.5278°Ø